# Папське мило
Папське мило — глузлива назва мила, яке вироблялося за патентом, виданим Карлом І. Оскільки до складу правління компанії-виробника входили католики, термін «папське мило» (на честь Папи Римського) застосовувався до цього монопольного товару. Антикатолики вважали його особливо шкідливим для білизни та рук прислуги.
Під час правління англійського короля Карла I (1629—1640) одним із способів, у який він намагався залучити інвестиції, була видача патентів. Це стало можливим завдяки лазівці у статуті, який забороняв такі дії.
Один з таких патентів був виданий миловарній корпорації.
Миловарна промисловість перебувала під наглядом лорда-скарбника Портленда та його друзів, всі вони були католиками. Коли Портленд помер, Лауд і Коттінгтон поборолися за компанію, яка до кінця 1630-х років збільшила щорічний прибуток для корони до майже 33 тисяч фунтів.
Стверджувалося, що папське мило залишає шрами на душі, а також на шкірі та тканині.

## Нотатки
1. ↑  Статут забороняв надання монополій приватним особам, але Карл обійшов це обмеження, надавши монополії компаніям.[3]